# 告别昨日
《告别昨日》（英語：Breaking Away）是一部1979年美國製作的成長喜劇電影，由彼得·葉慈製作和導演，史蒂夫·特西奇編劇。該劇講述了印第安納州布盧明頓的四名剛從高中畢業的青少年的故事。該片由丹尼斯·克里斯托弗、丹尼斯·奎德、丹尼爾·史特恩（首次電影亮相）、傑基·厄爾·哈利、芭芭拉·巴里、保羅·杜利、羅賓·道格拉斯主演。
特西奇的《告别昨日》榮獲1979年奧斯卡最佳原創劇本獎，並獲得其他四項提名，包括最佳影片和最佳女配角（芭芭拉·巴里）。它還獲得了1979年金球獎最佳影片（喜劇或音樂劇）獎，並獲得了其他三個金球獎類別的提名。該片在2006年美國電影學會（AFI）編製的美國100部最鼓舞人心的電影排行榜中名列第八。類型中最好的十部影片——在對創意界的1,500多名人士進行了民意調查後。在那次民調中，《告别昨日》在運動類型最佳電影中排名第八。
作為該片的年輕主角，克里斯托弗獲得了1979年英國電影學院獎最有前途新人獎和1979年青年藝術家獎最佳少年男演員獎，並獲得金球獎年度新星提名。編劇特西奇是印第安納大學布盧明頓分校的校友。這部電影是在布魯明頓及其周邊地區以及大學校園拍攝的。